# Майкл Річардс
Майкл Річардс (англ. Michael Anthony Richards; нар. 24 липня 1949 Калвер-Сіті, Каліфорнія, США) — американський актор і комедіант, який виграв три премії «Еммі» (1993, 1994, 1997) за роль Космо Крамера з телесеріалу «Сайнфелд». Менш відомий як сценарист (дев'ять епізодів двох серіалів в 1981 і 2000 роках) і продюсер (сім епізодів одного серіалу 2000 року). У 2013 році Річардс повернувся на телебачення з роллю в ситкомі «Керсті».

## Життєпис
Майкл Ентоні Річардс народився в Калвер-Сіті, штат Каліфорнія, в 1949 році. Його батьки — Філліс (до шлюбу Нардоззі), бібліотекарка медичної документації, і Вільям Річардс, інженер-електрик. Майкл два роки відслужив в армії — проте, не у В'єтнамі, де тоді йшла війна, а в Західній Німеччині.
Майкл вчився в Каліфорнійському інституті мистецтв і отримав ступінь бакалавра в 1975 році. Під час навчання, неодноразово грав в студентських спектаклях. Кілька років провів в «в пошуках себе» в комуні в горах Санта-Крус.
Протягом 18-ти років Майкл Річардс був одружений з Кетлін, сімейною психотерапевткою; в шлюбі народилася дочка Софія. На початку 1990-х вони розлучилися.